# Blay-Foldex
Pour les articles homonymes, voir Blay (homonymie).
Depuis 1934, Blay-Foldex est un éditeur spécialisé dans l'édition de plans de villes et de cartes routières et touristiques. À ce titre, elle fait partie des trois éditeurs majeurs de ce secteur d'activité, comme Michelin et l'IGN.
C'était la filiale française du groupe allemand Langenscheidt, société spécialisée dans l'édition de dictionnaires linguistiques. 
À partir de 2011 une partie de l'activité est transférée à la société Articque Informatique.